# Combinata nordica ai XVI Giochi olimpici invernali
Nella combinata nordica ai XVI Giochi olimpici invernali furono disputate due gare, riservate agli atleti di sesso maschile: l'individuale e la gara a squadre.

## Risultati

### Individuale
Presero il via 45 atleti e la prima prova disputata, l'11 febbraio, fu quella di salto. Sul Trampolino del Praz s'impose l'austriaco Klaus Ofner davanti al giapponese Reiichi Mikata, al francese Fabrice Guy e all'altro austriaco Klaus Sulzenbacher; tredicesimo fu l'altro francese Sylvain Guillaume. Il giorno dopo si corse la 15 km di sci di fondo sul percorso che si snodava a La Praz; a vincere fu il norvegese Trond Einar Elden davanti al connazionale Bård Jørgen Elden e a Guillaume, che risalì così fino all'argento mentre Guy, sesto nel fondo, ottenne l'oro; Sulzenbacher, tredicesimo, ottenne il bronzo.
| Posizione | Atleta              | Nazione  | Tempo    |
| --------- | ------------------- | -------- | -------- |
| 1         | Fabrice Guy         | Francia  | 43:45,4  |
| 2         | Sylvain Guillaume   | Francia  | + 48,4   |
| 3         | Klaus Sulzenbacher  | Austria  | + 1:06,3 |
| 4         | Fred Børre Lundberg | Norvegia | + 1:26,7 |
| 5         | Klaus Ofner         | Austria  | + 1:29,8 |
| 6         | Allar Levandi       | Estonia  | + 1:34,1 |
| 7         | Kenji Ogiwara       | Giappone | + 1:57,4 |
| 8         | Stanisław Ustupski  | Polonia  | + 2:28,1 |
| 9         | Trond Einar Elden   | Norvegia | + 2:43,8 |
| 10        | Knut Tore Apeland   | Norvegia | + 2:55,8 |

### Gara a squadre
Presero il via 11 squadre nazionali e la prima prova disputata, il 16 febbraio, fu quella di salto. Sul Trampolino del Praz s'impose il Giappone davanti all'Austria e alla Germania; sesta fu la Norvegia. Il giorno dopo si corse la staffetta 3x10 km di sci di fondo sul percorso che si snodava a La Praz; a vincere fu la Norvegia, che risalì così fino all'argento, davanti alla Francia e all'Austria. Il Giappone, sesto nel fondo, confermò l'oro l'Austria scalò al bronzo; la Francia, quinta nella prova di salto, non riuscì a recuperare il divario acucmulato.
| Posizione | Nazione        | Atleti                                                  | Tempo     |
| --------- | -------------- | ------------------------------------------------------- | --------- |
| 1         | Giappone       | Reiichi Mikata Takanori Kōno Kenji Ogiwara              | 1:23:36,5 |
| 2         | Norvegia       | Knut Tore Apeland Fred Børre Lundberg Trond Einar Elden | + 1:26,4  |
| 3         | Austria        | Klaus Ofner Stefan Kreiner Klaus Sulzenbacher           | + 1:40,1  |
| 4         | Francia        | Francis Repellin Sylvain Guillaume Fabrice Guy          | + 2:15,5  |
| 5         | Germania       | Hans-Peter Pohl Jens Deimel Thomas Dufter               | + 4:45,4  |
| 6         | Cecoslovacchia | Josef Kovařík Milan Kučera František Máka               | + 9:04,7  |
| 7         | Finlandia      | Pasi Saapunki Jari Mantila Teemu Summanen               | + 9:06,8  |
| 8         | Stati Uniti    | Joseph Holland Timothy Tetreault Ryan Heckman           | + 9:08,3  |
| 9         | Estonia        | Ago Markvardt Peter Heli Allar Levandi                  | + 9:40,4  |
| 10        | Svizzera       | Hippolyt Kempf Andreas Schaad Marco Zarucchi            | + 10:01,9 |

## Medagliere per nazioni
| Posizione | Nazione  | Oro | Argento | Bronzo | Totale |
| --------- | -------- | --- | ------- | ------ | ------ |
| 1         | Francia  | 1   | 1       | 0      | 2      |
| 2         | Giappone | 1   | 0       | 0      | 1      |
| 3         | Norvegia | 0   | 1       | 0      | 1      |
| 4         | Austria  | 0   | 0       | 2      | 2      |